# Margarete Schütte-Lihotzky
Margarete Schütte-Lihotzky (ur. 23 stycznia 1897 w Wiedniu, zm. 18 stycznia 2000 tamże) – pierwsza austriacka architektka, aktywistka komunistyczna antynazistowskiego ruchu oporu. Najbardziej znana z zaprojektowania frankfurckiej kuchni.

## Wczesne lata
Urodziła się w rodzinie burżuazyjnej. Jej ojciec był urzędnikiem służby cywilnej o pacyfistycznych zapatrywaniach. Cieszył się z upadku monarchii Austro-Węgierskiej i powstania republiki. W 1918 r. Margerete została pierwszą studentką Kunstgewerbeschule, gdzie uczyli znani artyści tacy jak: Josef Hoffmann, Anton Hanak czy Oskar Kokoschka. Aby mogła się dostać, jej matka przekonała Gustava Klimta, by napisał jej list z rekomendacją. Jak wspominała w 1997: 

nikt w 1916 nie mógł uwierzyć, że kobiecie można powierzyć budowę domu – nawet ja sama

Studiując pod kierunkiem Oskara Strnada, zdobywała nagrody już w czasie studiów. Jej nauczyciel był pionierem budownictwa socjalnego, projektując domy dla klasy pracującej. Współpracując z nim zrozumiała, że będzie to trend, który ma przed sobą przyszłość. Po ukończeniu studiów współpracowała z Adolfem Loosem przy projektowaniu osiedli dla weteranów i inwalidów I wojny światowej.

## Projekty

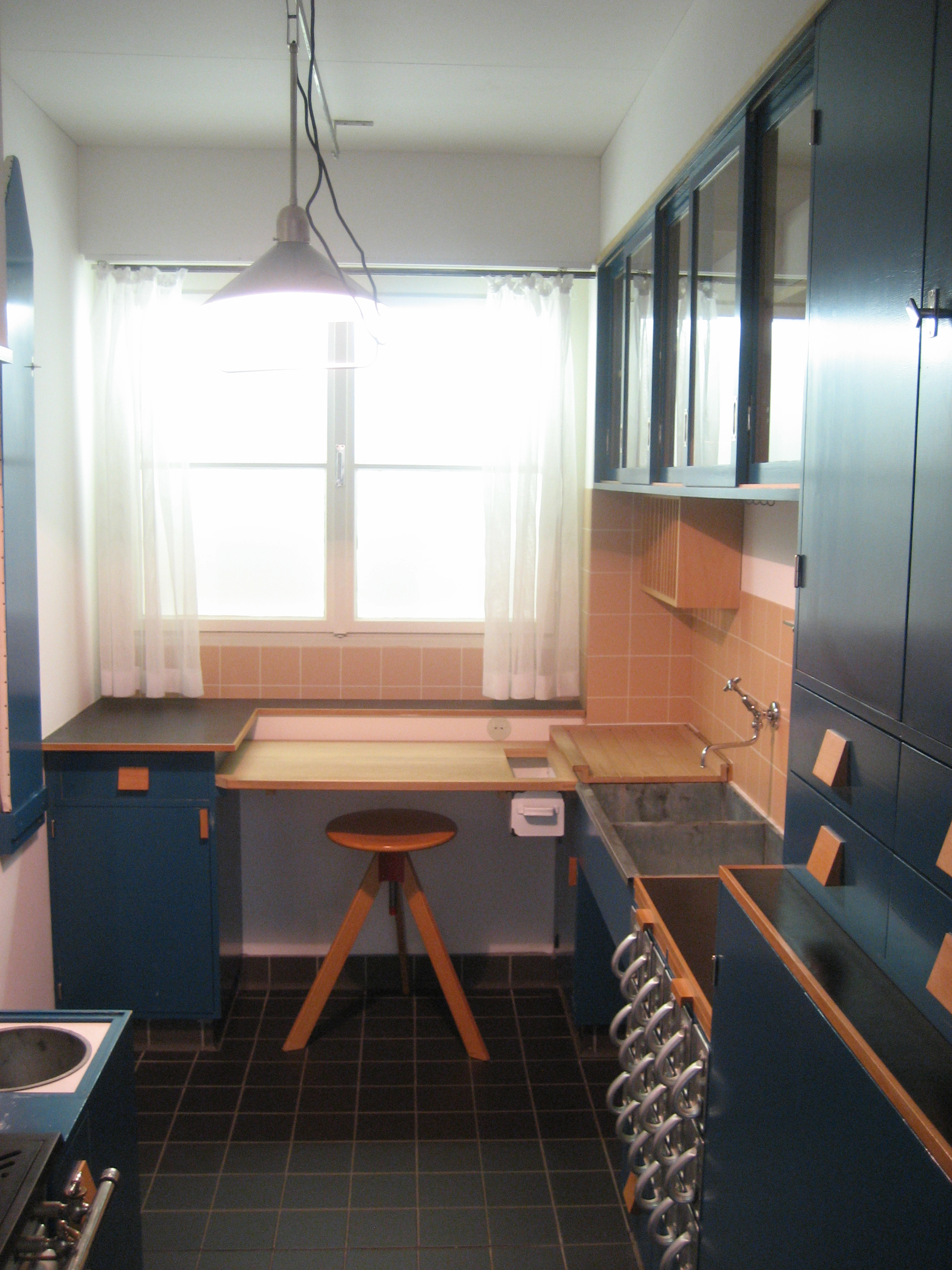
Rekonstrukcja kuchni frankfurckiej w Museum für angewandte Kunst (Muzeum Sztuk Użytkowych) w Wiedniu

W 1926 została zaproszona do współpracy przez Radę Miejską Frankfurtu nad Menem i architekta Ernsta Maya przy projekcie Nowego Frankfurtu. May otrzymał wsparcie polityczne i finansowe, by rozwiązać problemy mieszkaniowe miasta. Projektowała również przedszkola, akademiki, szkoły i inne budynki użyteczności publicznej. We Frankfurcie poznała też Wilhelma Schütte, z którym wzięła ślub w 1927 r.
W trakcie prac nad aranżacją mieszkań zaprojektowała 1927/1928 kuchnię frankfurcką, która jest prototypem obecnie powszechnie używanych zabudowanych kuchni. W oparciu o badania naukowe przeprowadzone w USA przez Fredericka Winslowa Taylora i jej własne badania wykorzystała kuchnię używaną w wagonach restauracyjnych jako model „laboratorium gospodyni”. Projekt wykorzystywał minimum przestrzeni, oferując maksimum komfortu. Rada Miejska Frankfurtu zainstalowała 10 000 prefabrykowanych kuchni jej projektu w nowo budowanych mieszkaniach dla robotników. W wywiadzie na 100-lecie swoich urodzin skomentowała, że przed zaprojektowaniem tej kuchni nigdy wcześniej nie gotowała samodzielnie, a zaprojektowała ją jako architekt, a nie gospodyni domowa.

## Czas wojny
Gdy sytuacja w Republice Weimarskiej pogarszała się i rosły wpływy skrajnej prawicy, Margarete wraz z 17 innymi architektami pod przewodnictwem Ernsta Maya wyjechała w 1930 do Moskwy. Grupa architektów dostała zadanie wsparcia realizacji pierwszego Planu Pięcioletniego Stalina. Jednym z zadań była budowa przemysłowego miasta Magnitogorsk, które z paru baraków rozrosło się do 20 tys. mieszkańców, głównie robotników przemysłu stalowego, w ciągu kilku lat. Brygada Maya, jak nazywano zespół, stworzyła w ciągu trzech lat 20 miast. Jednak warunki polityczne stawały się coraz trudniejsze. May opuścił ZSRR po zakończeniu swojego kontraktu w 1933 r.
Margarete pozostała w ZSRR do 1937, gdy w związku z Wielkim terrorem życie stało się niebezpieczne. Wyjechała wraz z mężem do Londynu, a później Paryża. W 1938 przenieśli się do Stambułu, gdzie wykładali w Akademii Sztuk Pięknych. Margarete projektowała również pawilony dla przedszkoli opartych o idee Marii Montessori. Poznała austriackiego architekta Herberta Eichholzera, który organizował komunistyczny ruch oporu przeciw reżimowi nazistowskiemu. W 1939 wstąpiła do Komunistycznej Partii Austrii, a w 1940 wróciła do Wiednia wraz z Eichholzerem, by nawiązać kontakt z austriackim ruchem oporu. Po uzgodnieniu spotkania w celu zorganizowania trasy komunikacji do Stambułu spotkała się 22 stycznia 1941 w Cafe Viktoria z członkiem ruchu oporu o pseudonimie „Gerber”. W czasie spotkania zostali aresztowani przez Gestapo. Reszta grupy, w tym Eichholzer, została oskarżona o zdradę, skazana na śmierć i stracona w 1943 r. Margarete otrzymała wyrok jedynie 15 lat więzienia i osadzona została w więzieniu w Aichach w Bawarii. 29 kwietnia 1945 została uwolniona przez wojska amerykańskie.

## Po wojnie

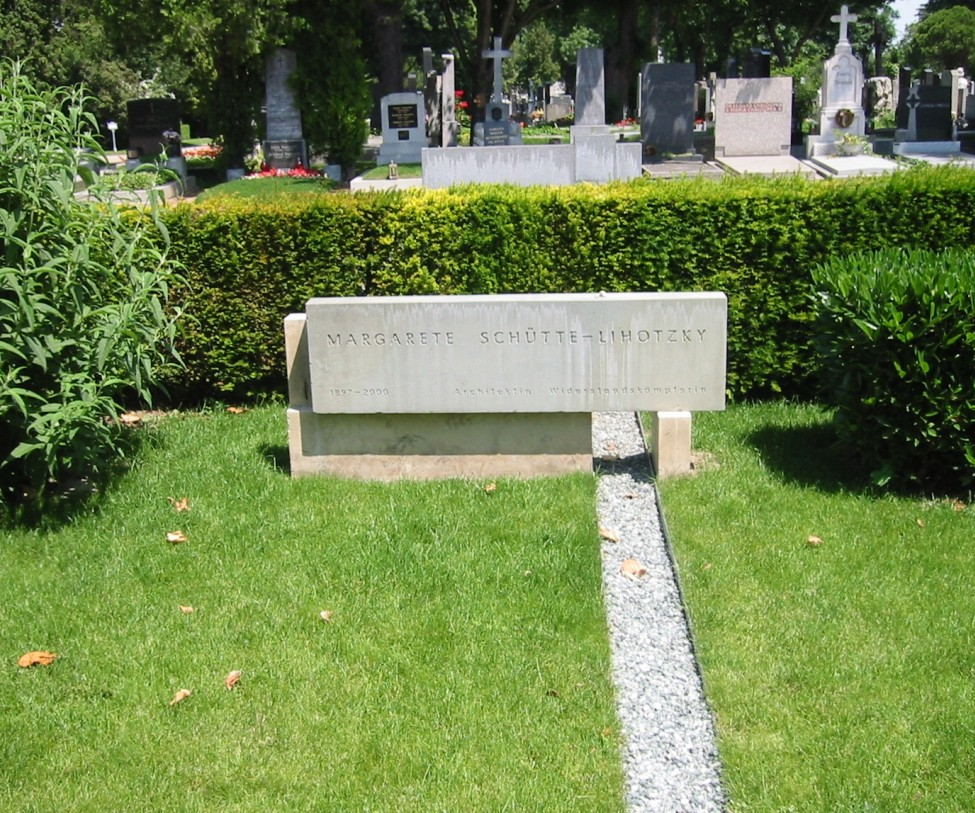
Grób Margarety Schütte-Lihotzky na Cmentarzu Centralnym w Wiedniu.

Po wojnie pracowała w Sofii, a do ojczyzny wróciła w 1947 r. Jednak jej poglądy polityczne uniemożliwiały jej uzyskanie zamówień rządowych pomimo ogromnego zapotrzebowania na powojenną odbudowę. Poza projektami prywatnych domów pracowała jako konsultant w Chinach, na Kubie i w Niemieckiej Republice Demokratycznej.
Od 1951 w separacji z mężem. W latach 1954–1956 zaprojektowała budynek drukarni, redakcji i wydawnictwa dla Komunistycznej Partii Austrii, w którym do 1990 wydawano i drukowano partyjną gazetę Volksstimme.
Jej osiągnięcia zostały w końcu uznane oficjalnie w Austrii. Początkowo nagrodzono jej działalność poza architekturą: w 1977 otrzymała medal za swoją działalność pokojową, a w 1978 odznakę honorową za działalność w ruchu oporu. W 1980 otrzymała nagrodę architektoniczną od miasta Wiednia.